# Eurazië-partij
De Eurazië-partij (Russisch: Партия «Евразия», Partiya «Yevraziya») is een Russische politieke partij die in 2002 werd opgericht door de filosoof Aleksandr Doegin en is voortgekomen uit de Eurazianistische Beweging. De Eurazië-partij werd op 21 juni 2002 geregistreerd bij het Russische ministerie van Justitie.
Bij de oprichting van de Eurazië-partij waren een aantal prominenten aanwezig: Aleksandr Panarin (1940-2003), hoogleraar filosofie; Talgat Tadzjoeddin (*1948), grootmoefti van Rusland; bisschop Andrian (1951-2005), van de oudgelovigen en generaal Nikolai Klokotov, docent aan de militaire academie van de generale staf.

## Profiel
De Eurazië-partij streeft naar een Euraziatische statenbond waar Rusland het kernland van zou moeten vormen. De partij is sterk antiwesters, tegen de uitbreiding van de NAVO en voorstander van een samenleving op traditioneel conservatieve grondslag waarin religie en verbondenheid met de cultuurvormen van de Eurazianistische staten de uitgangspunten vormen. Etnisch Russisch nationalisme wordt verworpen. De teloorgang van de Sovjet-Unie wordt als traumatisch ervaren; de voormalige Sovjetstaten vormen immers het belangrijkste bestanddeel van de Euraziatische statenbond. Sovjetpatriottisme wordt derhalve aangeprezen, zij het dat het tekortdoet aan de spirituele erfenis van de Euraziatische volkeren. De geprojecteerde Euraziatische statenbond zou op autoritaire wijze moeten worden bestuurd door een krachtig leider. Naast het Eurazianisme laat de partij zich ook leiden door de verwante ideologische stromingen van het nationaal-bolsjewisme en de conservatieve revolutie. Ofschoon het marxisme wordt verworpen worden bepaalde aspecten van het communisme overgenomen: de voorrang van het collectief boven het individu, de gemeenschapszin en het verzet tegen het liberalisme dat wordt gezien als een verderfelijke Westerse ideologie. Het materialistische element wordt echter beschouwd als pervers. Het Westen wordt gezien als materialistisch, geldzuchtig, individualistisch en antigodsdienstig. Volgens Doegin laat de oosterse mens zich leiden door het streven naar het 'hogere', terwijl de westerse mens onder invloed van het liberalisme zich laat leiden door lagere driften.
Het Eurazianisme van de Eurazië-partij is niet seculier, maar is wel voorstander van een beperkte vrijheid van godsdienst. Godsdiensten die passen in het plaatje van de Eurazië-partij zijn de oosterse orthodoxie, het jodendom, de islam, het boeddhisme en het sjamanisme. Protestantisme en Rooms-katholicisme worden afgewezen als producten van de westerse samenleving.
De partij kiest er in de regel voor om geen kandidaten voor verkiezingen voor te dragen, maar om de heersende elite te beïnvloeden. Zo bestaan er contacten tussen Doegin en de Russische president Vladimir Poetin en oud-premier en oud-president Dmitri Medvedev. De partij is niet vertegenwoordigd in de Doema, maar steunde in het verleden korte tijd de fractie van Rodina.
Doegin en de Eurazië-partij dringen er bij het Kremlin op aan om een strategisch bondgenoot van Rusland met staten in het Midden-Oosten, in het bijzonder Iran. 
Op economisch vlak hangt de partij een economisch nationalisme aan en streeft naar nationalisering van het bankwezen en enkele sleutelindustrieën. In de regel is men antikapitalistisch: het aanbidden van het geld leidt tot spirituele achteruitgang en geestelijke vervlakking.